# 蒙蒂尼亚克-图皮讷里
蒙蒂尼亚克-图皮讷里（法語：Montignac-Toupinerie，法語發音：[mɔ̃tiɲak tupinʁi]）是法国洛特-加龙省的一个市镇，属于马尔芒德区。该市镇由蒙蒂尼亚克（Montignac）和图皮讷里（Toupinerie）两个教区组成。

## 地理
蒙蒂尼亚克-图皮讷里（44°32'54"N, 0°20'43"E）面积8.31 平方千米，位于法国新阿基坦大区洛特-加龍省，该省份为法国西南部内陆省份，北起多爾多涅省，西接吉倫特省和朗德省，南至热尔省，东临塔恩-加龙省和洛特省。
与蒙蒂尼亚克-图皮讷里接壤的市镇（或旧市镇、城区）包括：吉耶讷地区米拉蒙、皮米克朗、阿尔米亚克、圣巴泰勒米达日奈、塞什。
蒙蒂尼亚克-图皮讷里的时区为UTC+01:00、UTC+02:00（夏令时）。

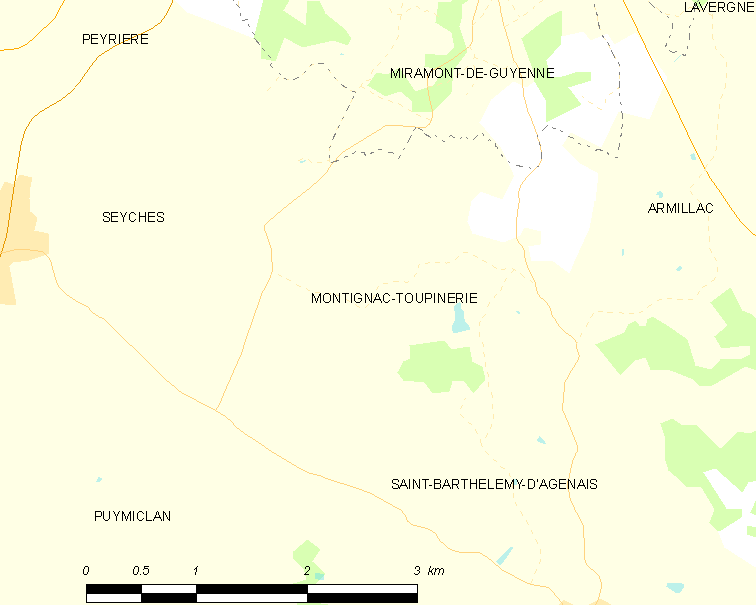
蒙蒂尼亚克-图皮讷里的OSM定位图

## 行政
蒙蒂尼亚克-图皮讷里的邮政编码为47350，INSEE市镇编码为47189。

## 政治
蒙蒂尼亚克-图皮讷里所属的省级选区为吉耶讷山丘县。

## 人口

1962-2008年间蒙蒂尼亚克-图皮讷里人口变化图示

蒙蒂尼亚克-图皮讷里于2022年1月1日时的人口数量为139人。